# Moulins-sur-Orne
Moulins-sur-Orne – miejscowość i gmina we Francji, w regionie Normandia, w departamencie Orne.
Według danych na rok 1990 gminę zamieszkiwało 297 osób, a gęstość zaludnienia wynosiła 32 osoby/km² (wśród 1815 gmin Dolnej Normandii Moulins-sur-Orne plasuje się na 598. miejscu pod względem liczby ludności, natomiast pod względem powierzchni na miejscu 558.).